# Spathius tricoloratus
Spathius tricoloratus är en stekelart som beskrevs av Wilkinson 1931. Spathius tricoloratus ingår i släktet Spathius och familjen bracksteklar. Inga underarter finns listade i Catalogue of Life.